# 格德尔斯多夫
格德尔斯多夫是奥地利下奥地利州克雷姆斯兰县的一个市镇。总面积18.87平方公里，总人口2099人，人口密度111.2人/平方公里（2005年）。